# Stävmalar
Stävmalar (Gelechiidae) är en familj av fjärilar. Enligt Catalogue of Life ingår stävmalar i överfamiljen Gelechioidea, ordningen fjärilar, klassen egentliga insekter, fylumet leddjur och riket djur, men enligt Dyntaxa är tillhörigheten istället ordningen fjärilar, klassen egentliga insekter, fylumet leddjur och riket djur. Enligt Catalogue of Life omfattar familjen Gelechiidae 5763 arter.

## Bildgalleri

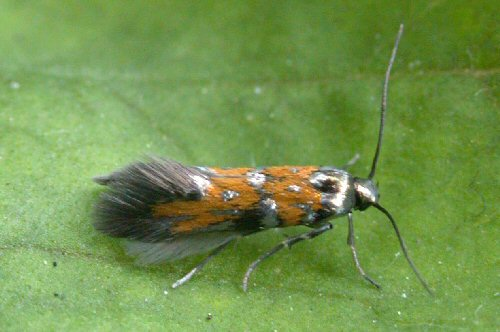

## Dottertaxa till stävmalar, i alfabetisk ordning[1][2]
- Acompsia
- Acrophiletis
- Acutitornus
- Adelomorpha
- Adoxotricha
- Adullamitis
- Aeolotrocha
- Aerotypia
- Agathactis
- Agnippe
- Agonochaetia
- Allophlebia
- Allotelphusa
- Alsodryas
- Altenia
- Ambloma
- Amblypalpis
- Amblyphylla
- Amphigenes
- Amphitrias
- Anacampsis
- Anapatetris
- Anaptilora
- Anarsia
- Anasphaltis
- Anastomopteryx
- Anastreblotis
- Anathyrsotis
- Angustialata
- Anisoplaca
- Anomologa
- Anomoxena
- Anthinora
- Anthistarcha
- Antithyra
- Apatetris
- Aphanostola
- Apocritica
- Apodia
- Aponoea
- Apotactis
- Apothetoeca
- Apotistatus
- Aproaerema
- Araeophalla
- Araeophylla
- Araeovalva
- Aregha
- Argolamprotes
- Argophara
- Argyrolacia
- Aristotelia
- Arla
- Aroga
- Arogalea
- Arotromima
- Asapharcha
- Aspades
- Athrips
- Atremaea
- Aulidiotis
- Australiopalpa
- Autodectis
- Axyrostola
- Bactropaltis
- Bagdadia
- Barticeja
- Baryzancla
- Batenia
- Battaristis
- Belovalva
- Beltheca
- Besciva
- Bilobata
- Blastovalva
- Brachmia
- Brachyzancla
- Bryotropha
- Bucolarcha
- Calliphylla
- Calliprora
- Canthonistis
- Capnosema
- Carpatolechia
- Cartericella
- Caryocolum
- Catalexis
- Catameces
- Cathegesis
- Caulastrocecis
- Cerofrontia
- Chalcomima
- Chaliniastis
- Charistica
- Chelophoba
- Chilopselaphus
- Chionodes
- Chlorolychnis
- Chorivalva
- Chretienella
- Chrysoesthia
- Chthonogenes
- Clepsimacha
- Clepsimorpha
- Clistothyris
- Cnaphostola
- Coconympha
- Coleostoma
- Coleotechnites
- Colonanthes
- Coloptilia
- Commatica
- Compsolechia
- Compsosaris
- Coniogyra
- Coproptilia
- Copticostola
- Corynaea
- Cosmardia
- Coudia
- Coydalla
- Crambodoxa
- Crasimorpha
- Craspedotis
- Crypsimaga
- Curvisignella
- Dactylethrella
- Daltopora
- Darlia
- Decatopseustis
- Deltophora
- Deoclona
- Deroxena
- Diastaltica
- Dichomeris
- Dicranucha
- Diprotochaeta
- Dirhinosia
- Dissoptila
- Dolerotricha
- Dorycnopa
- Drepanoterma
- Elasiprora
- Emmetrophysis
- Empalactis
- Empedaula
- Encentrotis
- Enchrysa
- Encolapta
- Encolpotis
- Ephelictis
- Ephysteris
- Epibrontis
- Epidola
- Epilechia
- Epimesophleps
- Epimimastis
- Epiparasia
- Epiphthora
- Erikssonella
- Eristhenodes
- Erythriastis
- Ethirostoma
- Ethmiopsis
- Eudactylota
- Euhomalocera
- Eulamprotes
- Eunebristis
- Eunomarcha
- Euryctista
- Eurysacca
- Eustalodes
- Euzonomacha
- Evippe
- Exceptia
- Excommatica
- Exoteleia
- Faculta
- Fascista
- Ficulea
- Filatima
- Filisignella
- Flexiptera
- Fortinea
- Friseria
- Frumenta
- Furcaphora
- Galtica
- Gambrostola
- Gelechia
- Geniadophora
- Gibbosa
- Gladiovalva
- Glauce
- Glycerophthora
- Gnorimoschema
- Gobipalpa
- Gonaepa
- Grandipalpa
- Hapalonoma
- Hapalosaris
- Haplochela
- Haplovalva
- Harmatitis
- Harpagidia
- Hedma
- Helcystogramma
- Heliangara
- Hemiarcha
- Heterozancla
- Hierangela
- Holcophora
- Holcophoroides
- Holophysis
- Homoshelas
- Homotima
- Horridovalva
- Hyodectis
- Hypatima
- Hyperecta
- Hypocecis
- Hypodrasia
- Idiophantis
- Ilseopsis
- Irenidora
- Ischnocraspedus
- Ischnophenax
- Ischnophylla
- Isembola
- Isochasta
- Isophrictis
- Issikiopteryx
- Istrianis
- Iulota
- Iwaruna
- Karwandania
- Keiferia
- Kiwaia
- Klimeschiopsis
- Lacharissa
- Lachnostola
- Lacistodes
- Lanceopenna
- Lanceoptera
- Larcophora
- Laris
- Lasiarchis
- Latrologa
- Leistogenes
- Leptogeneia
- Leucogoniella
- Leucophylla
- Leuronoma
- Leurozancla
- Lexiarcha
- Limenarchis
- Lixodessa
- Locharcha
- Logisis
- Lophaeola
- Lutilabria
- Lysipatha
- Macracaena
- Macrenches
- Macrocalcara
- Magonympha
- Megacraspedus
- Melitoxestis
- Melitoxoides
- Menecratistis
- Meridorma
- Merimnetria
- Mesophleps
- Metabolaea
- Metanarsia
- Metaplatyntis
- Metatactis
- Meteoristis
- Metopios
- Metopleura
- Metzneria
- Mirificarma
- Mnesistega
- Mniophaga
- Molopostola
- Mometa
- Monochroa
- Myconita
- Naera
- Narthecoceros
- Nealyda
- Neodactylota
- Neofaculta
- Neofriseria
- Neolechia
- Neopatetris
- Neotelphusa
- Nothris
- Ochmastis
- Octonodula
- Oecocecis
- Oestomorpha
- Oncerozancla
- Onebala
- Ophiolechia
- Organitis
- Ornativalva
- Orthoptila
- Oxycryptis
- Oxylechia
- Oxypteryx
- Pachygeneia
- Palintropa
- Paltoloma
- Palumbina
- Pancoenia
- Panicotricha
- Parabola
- Parachronistis
- Paralida
- Parallactis
- Paranarsia
- Parapodia
- Parapsectris
- Paraschema
- Paraselotis
- Parastega
- Parastenolechia
- Paratelphusa
- Parathectis
- Parelectroides
- Pauroneura
- Pavolechia
- Pectinophora
- Pelocnistis
- Perioristica
- Pessograptis
- Petalostomella
- Peucoteles
- Pexicopia
- Phaeotypa
- Phanerophalla
- Pharangitis
- Phloeocecis
- Phloeograptis
- Phobetica
- Photodotis
- Phricogenes
- Phrixocrita
- Phthoracma
- Phthorimaea
- Phylopatris
- Physoptila
- Pilocrates
- Piskunovia
- Pithanurga
- Pityocona
- Platyedra
- Platymacha
- Platyphalla
- Plectrocosma
- Pogochaetia
- Polyhymno
- Porpodryas
- Pragmatodes
- Proadamas
- Procharista
- Prodosiarcha
- Prolita
- Promolopica
- Proselotis
- Prosodarma
- Prostomeus
- Proteodoxa
- Protolechia
- Protoparachronistis
- Psamathocrita
- Pseudarla
- Pseudathrips
- Pseudochelaria
- Pseudosymmoca
- Pseudotelphusa
- Psoricoptera
- Ptilostonychia
- Ptocheuusa
- Ptycerata
- Ptychovalva
- Pycnodytis
- Pyncostola
- Radionerva
- Recurvaria
- Reichardtiella
- Rotundivalva
- Sarotorna
- Satrapodoxa
- Sattleria
- Schemataspis
- Schistonoea
- Schistophila
- Schistovalva
- Schizovalva
- Schmidtnielsenia
- Schneidereria
- Scindalmota
- Sclerocecis
- Sclerocopa
- Sclerograptis
- Sclerophantis
- Scodes
- Scrobipalpa
- Scrobipalpomima
- Scrobipalpopsis
- Scrobipalpula
- Scrobipalpuloides
- Scrobipalpulopsis
- Scrobitasta
- Scythostola
- Semnostoma
- Semocharista
- Semophylax
- Sicera
- Simoneura
- Sinoe
- Sitotroga
- Smenodoca
- Sophronia
- Sorotacta
- Spermanthrax
- Sphagiocrates
- Sphaleractis
- Sphenocrates
- Sphenogrypa
- Sriferia
- Stachyostoma
- Stagmaturgis
- Stegasta
- Stenolechia
- Stenovalva
- Steremniodes
- Stereodmeta
- Stereomita
- Sterrhostoma
- Stibarenches
- Stigmatoptera
- Stomopteryx
- Streniastis
- Strenophila
- Streyella
- Strobisia
- Symbatica
- Symbolistis
- Symmetrischema
- Symphanactis
- Synactias
- Syncathedra
- Syncopacma
- Syncratomorpha
- Syndesmica
- Syngelechia
- Syringopais
- Syrmadaula
- Tabernillaia
- Tahla
- Tanycyttara
- Taygete
- Tecia
- Teleiodes
- Teleiopsis
- Telephata
- Telephila
- Telphusa
- Thaumaturgis
- Theisoa
- Thiognatha
- Thiotricha
- Thriophora
- Thrypsigenes
- Thymosopha
- Tila
- Tildenia
- Tiranimia
- Tituacia
- Tornodoxa
- Tosca
- Toxotacma
- Trachyedra
- Tricerophora
- Trichembola
- Tricyanaula
- Tricyphistis
- Tritadelpha
- Trychnopalpa
- Trypanisma
- Trypherogenes
- Turcopalpa
- Tuta
- Untomia
- Vadenia
- Walshia
- Vladimirea
- Xenolechia
- Xystophora
- Zelosyne
- Zizyphia